# Løjt Kirke (Sydslesvig)
Løjt Kirke er en kirke i romansk stil beliggende på en lille høj i landsbyen Løjt i det sydlige Angel i Sydslesvig i den nordtyske delstat Slesvig-Holsten. Kirken er sognekirke i Løjt Sogn.
Den enskibede romanske kirke med bjælkeloft er opført i 1100-tallet af kampesten. Træklokkehuset ved kirkens vestlige ende kom til i 1762. Den er udstyret med et lille spir. Det nuværende kor/apsis er fra 1834, efter at et ældre blev nedrevet. Løjt Kirke var i begyndelsen et kapel og skal efter Haddeby og Torsted være den ældste kirke i Sønderjylland/Slesvig. Siden 1670 er kirken anner til Sønder Brarup, før hørte den delvis under Torsted Kirke og Ulsnæs Kirke. Selve kirkerummet er udsmykket med fresker fra 1600-tallet fremstillende lidelseshistorien (passionshistorie). Døbefonten er fra det sene 1100-tallet. Den sengotiske prædikestol er et af de ældste træ-prædikestole i Angel. Stolen er forsynet med udskårne ornamenter og en lydhimmel. Altertavlen er derimod yngre, opført i årene 1834 - 39 i klassicistisk stil, fremstillende den hellige familie under åben himmel. Der kan også nævnes den sengotiske triumfkorsgruppe fra omkring 1500.
Menigheden hører i dag under den nordtyske lutherske kirke.